# Liste der Naturdenkmale in Olmscheid
Die Liste der Naturdenkmale in Olmscheid nennt die im Gemeindegebiet von Olmscheid ausgewiesenen Naturdenkmale (Stand 13. April 2024).

## Naturdenkmale
| Nr.         | Bezeichnung            | Lage                               | Beschreibung | Bild            |
| ----------- | ---------------------- | ---------------------------------- | ------------ | --------------- |
| ND-7232-382 | Linde auf dem Friedhof | Hauptstraße, auf dem Friedhof Lage | Tilia sp.    | Fotos hochladen |